# Asialeyrodes
Asialeyrodes is een geslacht van halfvleugeligen (Hemiptera) uit de familie witte vliegen (Aleyrodidae), onderfamilie Aleyrodinae.
De wetenschappelijke naam van dit geslacht is voor het eerst geldig gepubliceerd door Corbett in 1935. De typesoort is Asialeurodes lumpurensis.

## Soorten
Asialeyrodes omvat de volgende soorten:
- Asialeyrodes corbetti Takahashi, 1949
- Asialeyrodes dorsidemarcata (Singh, 1932)
- Asialeyrodes dubius Martin & Mound, 2007
- Asialeyrodes elegans Meganathan & David, 1994
- Asialeyrodes euphoriae Takahashi, 1942
- Asialeyrodes indica Sundararaj & David, 1992
- Asialeyrodes lumpurensis Corbett, 1935
- Asialeyrodes lushanensis Ko in Ko, Hsu & Wu, 1993
- Asialeyrodes maesae (Takahashi, 1934)
- Asialeyrodes meghalayensis Regu & David, 1992
- Asialeyrodes menoni Meganathan & David, 1994
- Asialeyrodes multipori Takahashi, 1942
- Asialeyrodes papillatus Regu & David, 1992
- Asialeyrodes saklespurensis Regu & David, 1993
- Asialeyrodes selangorensis Corbett, 1935
- Asialeyrodes sphaerica (Sundararaj & Dubey, 2006)
- Asialeyrodes splendens Meganathan & David, 1994